# سكوت طومسون
سكوت طومسون (بالإنجليزية: Scott Thompson)‏ (و. 1959 – م) هو ممثل، من كندا، ولد في نورث باي، أونتاريو.

## وصلات خارجية
- سكوت طومسون على موقع IMDb (الإنجليزية)
- سكوت طومسون على موقع ألو سيني (الفرنسية)
- سكوت طومسون على موقع ميوزك برينز (الإنجليزية)
- سكوت طومسون على موقع أول موفي (الإنجليزية)
- سكوت طومسون على موقع قاعدة بيانات الأفلام السويدية (السويدية)
- سكوت طومسون على موقع إن إن دي بي (الإنجليزية)
- سكوت طومسون على موقع أول ميوزيك (الإنجليزية)
- سكوت طومسون على موقع ديسكوغز (الإنجليزية)
- سكوت طومسون على موقع قاعدة بيانات الفيلم (الإنجليزية)
- سكوت طومسون على موقع كينوبويسك (الروسية)